# Régis Roch
Régis Roch, né le 13 avril 1958 à Fraize (Vosges), est un footballeur et entraîneur français. Il est actuellement chargé de l'entraînement des gardiens.

## Carrière
Formé à l'Institut national du football de Vichy puis à l'AS Monaco, Roch intègre le Stade brestois où il devient la doublure de Daniel Bernard. Il passe la majeure partie de sa carrière à Brest sur le banc avant de signer, en 1982, avec l'En Avant de Guingamp où il devient titulaire pendant deux saisons. 
Après une année à l'Olympique de Marseille où il ne joue aucun match, étant relégué en réserve, il retourne à Brest mais il doit encore se contenter d'un rôle de doublure. Après une saison au Red Star, où il supplée Gilles De Rocco, Roch prend sa retraite en 1990.
Dès cette annonce, il devient adjoint au sein du staff technique du Red Star pendant trois ans. En 1994, il rejoint l'équipe des adjoint d'André Guesdon au SCO Angers. Régis Roch ne reste à ce poste qu'une saison. Après une année comme chargé de la formation au Sporting Toulon Var, il occupe son premier poste d'entraîneur au CS Meaux Academy, jouant au niveau amateur. L'expérience s'arrête au bout d'une saison et revient du côté du Red Star, toujours comme adjoint. 
En 2001, il est nommé comme entraîneur des gardiens au Racing Club de Paris. L'entraîneur Jean-Michel Cavalli démissionne lors de la trêve hivernal et Roch le remplace, terminant la saison. Jean-Guy Wallemme reprend le siège d'entraîneur du RCP jusqu'en 2004. Ensuite, il devient entraîneur des gardiens du FC Rouen ainsi qu'entraîneur de la réserve professionnelle. Il reste aux deux postes pendant deux saisons avant de s'exiler au Qatar, pendant une saison, à l'Al-Gharafa SC, entraîné par Wolfgang Sidka.
Il devient, en 2010, entraîneur des gardiens du CS Sedan Ardennes.